# 歐文鎮區 (阿肯色州林肯縣)
歐文鎮區（英語：Owen Township）是位於美國阿肯色州林肯縣的一個行政鎮區。

## 地方資料
歐文鎮區的面積為85.10平方千米，當中陸地面積為84.98平方千米，而水域面積為0.12平方千米。根據2010年美國人口普查的數據，當地共有人口1204人，而人口密度為每平方千米14.15人。